# 夏雪草
夏雪草（学名：Cerastium tomentosum) 是一種石竹科的草本開花植物。英語俗名：snow-in-summer。通常藉由其「絨毛」或氈狀葉與同屬的其他物種加以區別。其外型低矮，是散佈於歐洲阿爾卑斯山地區的多年生原生物種。莖與葉為銀灰色，而花朵為星形(約15公厘)。於夏季開花，花期為五月至八月。目前多被做為觀賞植物栽培，在世界各地的花園中皆可見其蹤跡。

## 外部連結

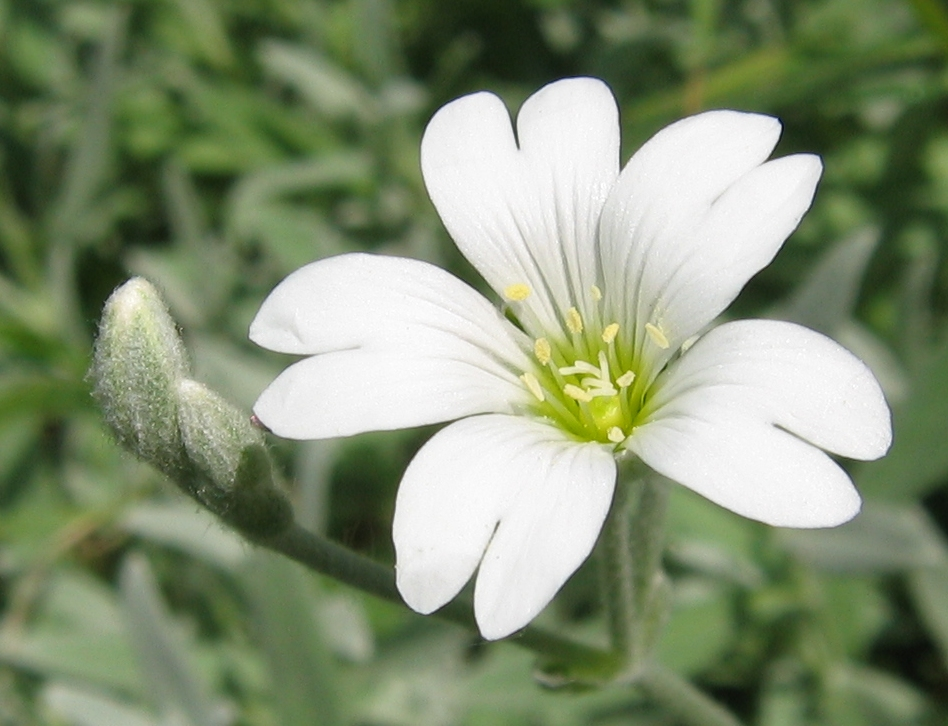
花朵特寫

- Heritage Perennials: Cerastium tomentosum （页面存档备份，存于）
- Missouri Botanical Garden (Kemper Center): Cerastium tomentosum （页面存档备份，存于）